# Roberta Ferreira
Roberta Ferreira, (La Plata, Argentina, 1969) és una ceramista catalana d'origen argentí amb taller a la Floresta des de 1980. Va obtenir la titulació de ceramista artística a l'Escola Superior d'Art de Barcelona, La Llotja, el 1994.
Ha fet exposicions a Barcelona, Andorra i Buenos Aires.
El 2016 va rebre el diploma de mestre artesà als Premis Nacionals d'Artesania que atorga la Generalitat de Catalunya. Aquest premi reconeix el treball de difusió i comercialització de la ceràmica contemporània i la seva relació amb la joieria.
És fundadora, el 2021, amb Laura Jener Roca, joiera, de la galeria de ceràmica i joieria Dterra a Sant Cugat.